# Đại thảm họa núi Baekdu
Đại thảm hoạ núi Baekdu (tiếng Anh: Ashfall, tiếng Hàn: 백두산) là một bộ phim điện ảnh Hàn Quốc do đạo diễn Lee Hae-jun cùng với Kim Byung-seo thực hiện. Phim bắt đầu công chiếu tại các rạp Hàn Quốc vào ngày 19 tháng 12 năm 2019 và tại Việt Nam vào ngày 30 tháng 1 năm 2020. Phim có sự tham gia của các diễn viên nổi tiếng như Ma Dong-seok, Lee Byung-hun, Ha Jung-woo, và Bae Suzy.

## Nội dung
Bộ phim theo chân anh chàng Jo In-chang, lúc này là đội trưởng đội chuyên tháo gỡ vật liệu cháy nổ, có nhiệm vụ cùng đồng đội giải cứu người dân, ngăn chặn sự tàn phá của núi Baekdu. Bởi sau lần phun trào đầu tiên, nó được dự đoán sẽ tiếp tục phun trào nhiều lần nữa và có khả năng khiến người dân bán đảo Triều Tiên rơi vào cảnh "màn trời chiếu đất".
Nhiệm vụ "bất khả thi" này đưa Jo In-chang liên lạc với anh chàng Lee Joon-pyeong, Thư ký Đại sứ quán Triều Tiên làm việc tại Bắc Kinh (Trung Quốc). Thân thế mập mờ của Lee Joon-pyeong khiến cho Jo In-chang không ít lần nghi ngờ, luôn đề phòng cao độ. Cả hai liên tục xảy ra xung đột trong cuộc giải cứu người dân.
Để ngăn chặn sự phun trào của núi Baekdu, mọi người đã tìm đến sự giúp đỡ của giáo sư Kang Bong-rae, người có nhiều năm nghiên cứu về ngọn núi này. Vừa thực hiện nhiệm vụ, Jo In-chang đồng thời cũng phải tìm cách giải cứu cho người vợ đang mang thai là Jeon Yoo-kyung, lúc này đang kẹt ở thủ đô Seoul (Hàn Quốc).

## Diễn viên
- Ma Dong-seok vai Kang Bong-rae
- Lee Byung-hun vai Lee Joon-pyeong
- Ha Jung-woo vai Jo In-chang
- Bae Suzy vai Jeon Yoo-kyung
- Lee Sang-won vai Park Tae-sik
- Ok Ja-yeon vai Sergeant Min
- Han Soo-hyun vai Master Sgt. Kim
- Kang Shin-chul vai First Lt. Han
- Kim Shi-A vai Soon-ok
- Lee Kyoung-young vai Tướng Choi
- Jo Han-chul vai Đại tá
- Choi Kwang-il vai Tổng thống
- Lim Hyung-guk vai Chen
- Jeon Do-yeon vai Sun-hwa

## Sản xuất
Phim có sự chỉ đạo của 2 đạo diễn Lee Hae-jun và Kim Byung-seo, bắt đầu quay từ ngày 17 tháng 2 năm 2019 và kết thúc vào ngày 21 tháng 7 năm 2019.